# Uruashraju
Uruashraju (topónimo probablemente quechua) o Verdecocha (posiblemente del español verde, quechua qucha lago, «lago verde») es una montaña de la cordillera Blanca de los Andes del Perú, de unos 5.722 metros de altura. Se encuentra en la región de Ancash, provincia de Huaraz, distrito de Olleros, y en la provincia de Huari, distrito de Chavín de Huantar. Uruashraju se encuentra al sur del Huantsán, al este del Cashán y Shacsha, y al sureste del lago Tararhua (lago Verdecocha).